# Ivan V de Rússia
Ivan V Alekséievitx (rus: Иван V Алексеевич, 27 d'agost de 1666 — 29 de gener de 1696) fou tsar de Rússia (amb el seu mig germà més jove Pere I) amb qui va corregnar de 1682 a 1696. Fou el fill més jove d'Aleix I de Rússia i Maria Miloslàvskaia. El seu regnat fou només formal, ja que fou declarat incapaç físicament i mental.
Ivan V era l'11è fill del tsar Aleix. Com que era malaltís, la seva capacitat per a governar era desafiada pel partit del naryshkins, que aspirava coronar el fill de Natàlia Naríxkina, el futur Pere I. A la mort de Teodor III de Rússia l'abril de 1682, els seus enemics afimaren que els naryshkins l'havien estrangulat, tot provocant la Revolta de Moscou de 1682, que només es va acabar quan Ivan fou mostrat pels seus parents a la multitud furiosa.
El 25 de juny el mateix any, Ivan i Pere foren coronats a la Catedral Uspenski com "dvoetsarstvenniki" (tsars dobles). Es va crear per a l'ocasió un tron especial amb dos seients (actualment s'exhibeix al Kremlin). Encara que Ivan es considerava el "tsar superior", el poder real era en mans de la seva germana més gran, Sofia Alekséievna. El 1689, quan s'adonava que el poder se li escapava de les mans, intentà provocar un altre aldarull, especulant que els naryshkins havien destruït la corona d'Ivan i que havien cremat la seva habitació. Tanmateix, el tutor d'Ivan, el príncep Prozorovsky, el persuadí de canviar de bàndol i declarà la seva, per la qual cosa Ivan s'alià amb la causa del seu germà.
Durant la darrera dècada de la seva vida, Ivan fou completament eclipsat pel més energètic Pere I. Passava els seus dies amb la seva muller, Praskovia Saltykova, que es preocupava poc però "pregant i dejunant dia i nit". La debilitat pretesa d'Ivan no li va impedir tenir descendència en la forma de cinc filles, una de les quals - Anna Ivanovna de Rússia - assoliria el tron el 1730. A l'edat de 27 any fou descrit per ambaixadors estrangers com a senil, paralític i gairebé cec. Moriria dos anys més tard i fou enterrat a la Catedral de l'Arcàngel.